# Bitva u Saint-Denis (1678)
Bitva u Saint-Denis probíhala od 14. do 15. srpna 1678 mezi francouzskou armádou pod velením Maršála Luxembourga a nizozemskou armádou s Vilémem III. v čele poblíž Saint-Denis, vesnice těsně za hradbami opevněného města Mons, tehdy součásti Španělského Niozemí (dnes v jižní Belgii). Byla to poslední bitva francouzsko-nizozemské války (1672–1678), vybojovaná poté, co byl podepsán mezi Francií a Nizozemskem Mír v Nijmegen 10. srpna.
Mír mezi Francií a Španělskem ještě nebyl podepsán, a tak to Francouzi chtěli použít jako záminku ke zdržování, v naději, že by zatím mohlo padnout Mons. Hlášení o uzavření míru zastihlo místodržitele v jeho táboře 13. srpna, ale jen neoficiálně. Dalšího dne, ráno 14. srpna přišel D’Estrades osobně přinést tuto novinu Luxembourgovi a francouzský maršál právě chtěl přeposlat tuto zprávu do holandského tábora, když uslyšel, že Oranžský k nim postupuje v bitevním seřazení, aby je napadl. Cítil, že čest po něm vyžaduje, aby nizozemskou výzvu přijal. U Saint-Denis propukl krvavý boj, v těsné vzdálenosti od města Mons.
Hlavní tábor francouzských vojsk pod vedením maršála Luxembourga (40 000 vojáků) byl rozložen na náhorní plošině chráněné od východu roklí potoka Saint-Denis. Od zbytku sil byl oddělen řekou Haine s mostem na východním břehu Saint-Denis. Nizozemské vojsko (se 40 000 vojáky), kterému velel Vilém III., se na jedné straně opřelo do opatství Saint-Denis obsazené Francouzi, kde bylo těžiště francouzského středu, zatímco současně na druhé straně udeřilo na ves Casteau, která se rozkládala před levým křídlem Francouzů. Po dobytí Saint-Denis provedl Vilém předstíraný úder ve směru od mostu na řece Haine, ostřelujíce francouzský střed, a v tom samém čase poslal hlavní síly dobýt obec Casteau. Luxembourg ponechal ve středu a na pravém křídle první linie pěchoty, aby vázaly Holanďany, a se zbytkem sil dobyl vesnici. Holanďané byli poraženi. Dosud nečinná francouzská jízda je v tu chvíli začala pronásledovat a neustále je sledovala až do soumraku.
Ač se dá o výsledku mluvit jako nerozhodné bitvě a podle počtu ztracených mužů se jednalo spíše o vítězství Francouzů, nakonec Nizozemci dosáhli svého cíle, neboť Luxembourg, zřejmě pod vlivem uzavření míru se Spojenými provinciemi, zrušil obléhání města a jednání se Španěly tak mohla pokročit. Mír mezi Francií a Španělskem byl podepsán 17. září 1678.
Bitva byla jedním z nejprudších střetnutí celé války. Na obou stranách bylo zabito asi 2 000 vojáků.

## Přítomní v bitvě
James Scott, 1. vévoda z Monmouthu , nelegitimní syn Karla II. , byl přítomen jako velitel Anglo-holandské brigády a vyznamenal se.
Dále byli přítomni Menno van Coehoorn (tzv. „Holandský Vauban”) a budoucí maršál Hendrik Overkirk, o němž se říká, že zachránil během bitvy život Vilému III. tím, že srazil k zemi mečem útočníka, který již měl nataženou pistoli proti vévodově hrudi.